# سعید عبدالله‌نژاد
سعید عبدالله‌نژاد (زاده ۷ اکتبر ۱۹۷۳) یک بازیکن فوتسال اهل ایران است.